# Morter de 120 mm M2 RAIADO
El Morter pesant de 120mm M2 RAIADO (en portuguès:  Morteio Pesado 120 mm M2 RAIADO, i abreviat com a : RT-M2) es un morter de 120 mm de disseny brasiler dissenyat per a tindre una gran potencia de foc, mobilitat i flexibilitat. El RT-M2 estava dissenyat per l'Arsenal de Guerra de Rio de Janeiro, per a l'artilleria de l'Exèrcit del Brasil El RT-M2 podia ser transportat per terra o per aire, i podia ser llançat en paracaigudes. Oferia una rotació de 360° sense la necessitat de reposicionar la base. El RT-M2 podia utilitzar qualsevol tipus de munició de 120 mm construïda amb les característiques internacionals.

## Característiques
- Nom oficial: Mrt P 120 M2 R (Morter pesat de 120mm M2)
- Productor: AGRJ - War Arsenal of Rio de Janeiro - Arsenal D. John VI
- Calibre: 120 mm[2]
- Llargada del canó: 3,060 metres[3]
- Pes total: 717 kg
- Distància operativa: 6,5 km en un projectil estàndard o 13 km amb propulsió addicional
- RPM: 18 trets per minut
- Ús: Comando o Automàtic

- Munició:[4]
  - Convencional: Alt Explosiu
  - Senyalament
  - Exercici
  - Iluminació
  - Fum